# Lathrolestes protenus
Lathrolestes protenus är en stekelart som beskrevs av Barron 1994. Lathrolestes protenus ingår i släktet Lathrolestes och familjen brokparasitsteklar. Inga underarter finns listade i Catalogue of Life.